# Hans-Joachim von Kruedener
Hans-Joachim Karl Armin Freiherr von Kruedener (* 2. Junijul. / 15. Juni 1906greg. auf Gut Sitinka, Gouvernement Pskow (Russisches Kaiserreich); † 16. August 1989) war Flugzeugmonteur und Kunstflieger, Flugzeugführer im Zweiten Weltkrieg, ferner SS-Hauptsturmführer. Kruedener war wesentlich am Unternehmen Wüste, einem Teil des Mineralölsicherungsplanes von Edmund Geilenberg beteiligt, das, neben weiteren Maßnahmen, den nach den Bombenangriffen der alliierten Streitkräfte entstandenen Treibstoffengpass beseitigen sollte.

## Leben
Kruedener stammte aus einem deutsch-baltischen Adelsgeschlecht und wurde auf dem Wald- und Jagdgut seines Vaters geboren. 1921 ging er nach Deutschland, wo er das Diplom der Deutschen Kolonialschule Witzenhausen erwarb.
Am 21. Dezember 1937 beantragte er die Aufnahme in die NSDAP und wurde rückwirkend zum 1. Mai desselben Jahres aufgenommen (Mitgliedsnummer 5.851.293). Laut seiner Laudatio zu seinem 65. Geburtstag war er Flugzeugmonteur und Kunstflieger in den USA, ab 1928 Mitarbeiter des Benzolverbandes und im Zweiten Weltkrieg Flugzeugführer. Darin nicht erwähnt sind Kruedeners Tätigkeiten als Hauptmann der Luftwaffe und Ordonnanzoffizier beim Generalfeldmarschall der Luftwaffe Erhard Milch, ferner als SS-Hauptsturmführer und als Mitglied des Sicherheitsdienstes des Reichsführers SS (SD). Kruedener war in letztgenannten Funktionen mit der Planung von Ölgewinnung aus Schiefer und dem Aufbau von Konzentrationslagern beim Leiter des Rüstungslieferungsamtes, Staatsrat Dr. Walther Schieber, und bei der SS befasst.
Auf seine und auf die Initiative Schiebers ging das Gespräch in Braunschweig am 30. Mai 1944 zur Errichtung des KZ-Außenlagers Schandelah mit dem Ministerpräsidenten des Freistaates Braunschweig Dietrich Klagges und Prof. Solms Wilhelm Wittig, eines später verurteilten Kriegsverbrechers, zurück. Des Weiteren war Kruedener für die sieben Konzentrationslager zur Ölschiefergewinnung im Rahmen des Unternehmens Wüste bei Balingen in Baden-Württemberg initiativ.
Kruedener machte sich im Ölschieferprojekt „Wüste“ unentbehrlich;  am 29. März 1945 wurde er von Oswald Pohl, dem Leiter des SS-Wirtschafts- und Verwaltungshauptamtes, wegen Eigenmächtigkeit als Vertreter der SS beim Unternehmen Wüste entbunden.
Nach dem Ende des Zweiten Weltkriegs baute er ein Holzfuhrunternehmen auf. 1948 trat in die Fa. Wolman in Sinzheim ein und übernahm nach dem Tode des Geschäftsführers E. Wolman das Unternehmen, das Holzschutzmittel herstellt. Er galt nach dem Krieg als Spezialist für imprägnierende Holztränkungsverfahren gegen Schimmel, Algen und Insekten und hielt 1970 einen Vortrag über die Tränkung von Eucalpytus-Masten.